# Czerweny CZ-1000
Czerweny CZ-1000 (CZ-1000) је кућни рачунар фирме Czerweny који је почео да се производи у Аргентини током 1985. године.
Користио је Zilog Z80A микропроцесорску јединицу а RAM меморија рачунара је имала капацитет од 2 KB. 

## Детаљни подаци
Детаљнији подаци о рачунару CZ-1000 су дати у табели испод.
|                       |                                          |
| [ 1 ]                 |                                          |
| Произвођач            |                                          |
| Тип                   | кућни рачунар                            |
| Меморија              | 2 KB                                     |
| Поријекло             | Аргентина                                |
| Година                | 1985                                     |
| Тастатура             | тастатура осјетљива на додир, 40 тастера |
| Процесор              |                                          |
| Фреквенција процесора | 3,5                                      |
| RAM                   | 2 KB                                     |
| ROM                   | 8 KB                                     |
| Текст                 | 32 x 24 (2 линије резервисане)           |
| Графика               | 64 x 44                                  |
| Боја                  | црно-бијело                              |
| Звук                  | нема                                     |
| Димензије             | 167 x 175 x 40 / 350 g                   |
| Портови               |                                          |
| Оперативни систем     |                                          |